# Campionati mondiali juniores di slittino 1997
I Campionati mondiali juniores di slittino 1997 si sono disputati ad Oberhof, in Germania, dal 17 al 23 febbraio 1997. La pista della Turingia ospita la manifestazione iridata di categoria per la prima volta.

## Podi[1][2]
| Evento         | Oro                                                                                              | Tempo | Argento | Tempo | Bronzo | Tempo |
| Singolo Uomini | Robert Fegg                                                                                      |       | Henning Kirchner                                                                                                |       | Andreas Soppelsa                                                                                               |       |
| Singolo Donne  | Britta Steinmetz                                                                                 |       | Maryann Baribault                                                                                               |       | Anke Wischnewski                                                                                               |       |
| Doppio         | Christian Niccum Matthew McClain                                                                 |       | Michael Sachse Nico Zink                                                                                        |       | Christian Oberstolz Patrick Gruber                                                                             |       |
| Gara a squadre | Germania Robert Fegg Henning Kirchner Britta Steinmetz Anke Wischnewski Michael Sachse Nico Zink |       | Italia Christian Oberstolz Andreas Soppelsa Doris Preindl Nadja Unterholzner Christian Oberstolz Patrick Gruber |       | Russia Konstantin Aladašvili Sergej Lozinskij Anna Baikalova Margarita Klimenko Maksim Gričan Evgenij Chabarov |       |

## Medagliere
| Posiz. | Nazione     | Oro | Argento | Bronzo | Totale |
| ------ | ----------- | --- | ------- | ------ | ------ |
| 1      | Germania    | 3   | 2       | 1      | 6      |
| 2      | Stati Uniti | 1   | 1       | 0      | 2      |
| 3      | Italia      | 0   | 1       | 2      | 3      |
| 4      | Russia      | 0   | 0       | 1      | 1      |